# José Miguel Urrutia
José Miguel Urrutia (Buenos Aires, 15 de septiembre de 1902-Córdoba, 17 de septiembre de 1970) fue un médico cirujano, profesor y político argentino del Partido Peronista. Fue rector de la Universidad Nacional de Córdoba entre 1947 y 1952 y senador nacional por la provincia de Córdoba en 1955.

## Biografía
Nació en Buenos Aires en 1902,  se recibió de médico cirujano en la Facultad de Ciencias Médicas de la Universidad Nacional de Córdoba (UNC) en 1926.
En 1928 ingresó al Ejército Argentino como cirujano, llegando a cirujano de regimiento en 1933. Fue jefe del servicio de cirugía  y traumatología del Hospital Militar de Córdoba de 1934 y 1944. Además, se desempeñó como jefe de la misión militar sanitaria establecida tras el terremoto de San Juan de 1944.
Fue adscrito y profesor adjunto en la UNC desde 1933, y desde 1947 fue profesor titular de clínica quirúrgica. En 1946 fue delegado interventor de la Facultad de Ciencias Médicas y luego, entre 1947 y 1952, rector de la UNC. Asistió a congresos internacionales e integró la Sociedad de Cirugía de Córdoba.
Ejerció también como médico en el hospital municipal de Bahía Blanca (provincia de Buenos Aires) y como director del Instituto de Maternidad de Buenos Aires y del Hospital de Clínicas en la Capital Federal.
En política, adhirió al peronismo y, en las elecciones al Senado de 1955, fue elegido senador nacional por la provincia de Córdoba en reemplazo de Elvira Rodríguez Leonardi de Rosales. Fue vocal en las comisiones de Trabajo y Previsión, y de Asistencia Social. Su mandato se extendía hasta 1961 pero permaneció en el cargo hasta septiembre de 1955, siendo interrumpido por el golpe de Estado de la autoproclamada Revolución Libertadora.
Falleció en la ciudad de Córdoba en septiembre de 1970, a los 68 años.